# Romans panny Opolskiej
Romans panny Opolskiej – polski niemy film fabularny (melodramat) z 1928 roku. Jego pierwowzorem literackim była powieść Kazimierza Przerwy-Tetmajera pt. Romans panny Opolskiej z panem Główniakiem z 1912 roku.

## Fabuła
Akcja filmu osnuta jest wokół romansu, jaki łączy ekscentryczną dziedziczką Helenę Opolską z wiejskim nauczycielem Janem Główniakiem, który jednocześnie zwraca swe uczucia ku urodziwej chłopce – Kasi Miętusównie. Nauczyciel jest komunistą, podburzającym do buntu chłopów. Doprowadza do tego, że chłopi wdzierają się dworu w czasie kolacji wigilijnej. Ostatecznie Główniak traci posadę – i nie mogąc znaleźć innego zatrudnienia – wyjeżdża na Ruś. Tam zatrudnia się jako lokaj w jednym z dworów. Pewnego dnia zjawia się w nim panna Opolska, będąca krewną właścicielki dworu. Dawne uczucia ożywają. Okazuje się jednak, że Jan ma być dla Heleny wyłącznie kochankiem, natomiast – jak twierdzi ona – on nie może wyjść za nią za mąż. Główniak natomiast – pomimo kilkutygodniowego wyjazdu zagranicznego z Opolską – nadal nie potrafi wybrać pomiędzy szlachcianką a Kasią. Ostatecznie żeni się z chłopką, a od Heleny otrzymuje sporą sumę pieniędzy na otarcie łez.

## Obsada
- Helena Bożewska – Helena Opolska
- Stefan Hnydziński – Jan Główniak
- Danuta Czarnecka – Kasia Miętusówna
- Felicja Pichor-Śliwicka
- Amelia Rotter-Jarnińska
- Stanisław Gruszczyński
- Ludwik Lawiński
- Władysław Walter
- Helena Zahorska
- Leon Łuszczewski
- Jan Szymański
- Tadeusz Wesołowski
- Lech Owron